# Henrique Sereno
Henrique Sereno Fonseca (ur. 18 maja 1985 w Elvas) – piłkarz portugalski grający na pozycji środkowego obrońcy.

## Kariera klubowa
Swoją karierę piłkarską Sereno rozpoczął w OS Elvenses. Następnie podjął treningi w O Elvas CAD. W 2003 roku zadebiutował w jego barwach w III Divisão. W 2005 roku przeszedł do występującego w II Divisão, FC Famalicão. Spędził w nim jeden sezon. W 2006 roku został zawodnikiem Vitórii Guimarães. W sezonie 2006/2007 awansował z nim z Segunda Liga do Primeira Liga. W Vitórii grał do końca sezonu 2009/2010.
W 2010 roku Sereno został piłkarzem Realu Valladolid. W Primera División zadebiutował 24 marca 2010 w zremisowanym 0:0 domowym meczu z Espanyolem. W sezonie 2009/2010 spadł z Realem do Segunda División.
Latem 2010 Sereno przeszedł do FC Porto. Swój debiut ligowy w barwach Porto zanotował 6 lutego 2011 w zwycięskim 1:0 domowym meczu z Rio Ave FC. w sezonie 2010/2011 został z Porto mistrzem Portugalii.
W 2011 roku Sereno został wypożyczony z Porto do 1. FC Köln. Zadebiutował w nim 27 sierpnia 2011 w wygranym 4:3 wyjazdowym meczu z Hamburgerem SV. Na koniec sezonu 2011/2012 spadł z klubem z Kolonii do 2. Bundesligi.
Na sezon 2012/2013 FC Porto wypożyczyło Sereno do Realu Valladolid. Latem 2013 przeszedł do Kayserisporu. W sezonie 2015/2016 był piłkarzem 1. FSV Mainz 05, ale nie zadebiutował w nim. W 2016 przeszedł do Atlético de Kolkata.
| Sezon   | Klub                | Kraj       | Rozgrywki        | Mecze | Bramki |
| ------- | ------------------- | ---------- | ---------------- | ----- | ------ |
| 2003/04 | O Elvas CAD         | Portugalia | III Divisão      | 25    | 1      |
| 2004/05 | O Elvas CAD         | Portugalia | III Divisão      | ?     | ?      |
| 2005/06 | FC Famalicão        | Portugalia | II Divisão       | 23    | 0      |
| 2006/07 | Vitória SC          | Portugalia | Segunda Liga     | 12    | 0      |
| 2007/08 | Vitória SC          | Portugalia | Primeira Liga    | 27    | 1      |
| 2008/09 | Vitória SC          | Portugalia | Primeira Liga    | 6     | 0      |
| 2009/10 | Vitória SC          | Portugalia | Primeira Liga    | 9     | 1      |
| 2009/10 | Real Valladolid     | Hiszpania  | Primera División | 12    | 0      |
| 2010/11 | FC Porto            | Portugalia | Primeira Liga    | 7     | 0      |
| 2011/12 | 1. FC Köln          | Niemcy     | Bundesliga       | 25    | 0      |
| 2012/13 | Real Valladolid     | Hiszpania  | Primera División | 20    | 1      |
| 2013/14 | Kayserispor         | Turcja     | Süper Lig        | 22    | 3      |
| 2014/15 | Kayserispor         | Turcja     | 1. Lig           | 19    | 1      |
| 2015/16 | 1. FSV Mainz 05     | Niemcy     | Bundesliga       | 0     | 0      |
| 2016    | Atlético de Kolkata | Indie      | Super League     | 10    | 1      |
| 2016/17 | UD Almería          | Hiszpania  | Segunda División | 1     | 0      |

## Kariera reprezentacyjna
W reprezentacji Portugalii Sereno zadebiutował 10 czerwca 2013 roku w wygranym 1:0 towarzyskim meczu z Chorwacją, rozegranym w Lancy. W 46. minucie tego meczu zmienił Bruno Alvesa.